# Cimetière Saint-Michel-de-Sillery
Le cimetière Saint-Michel de Sillery est situé dans la ville de Québec.
Il est situé sur le boulevard René-Lévesque Ouest, dans le quartier Sillery.

## Personnalités inhumées

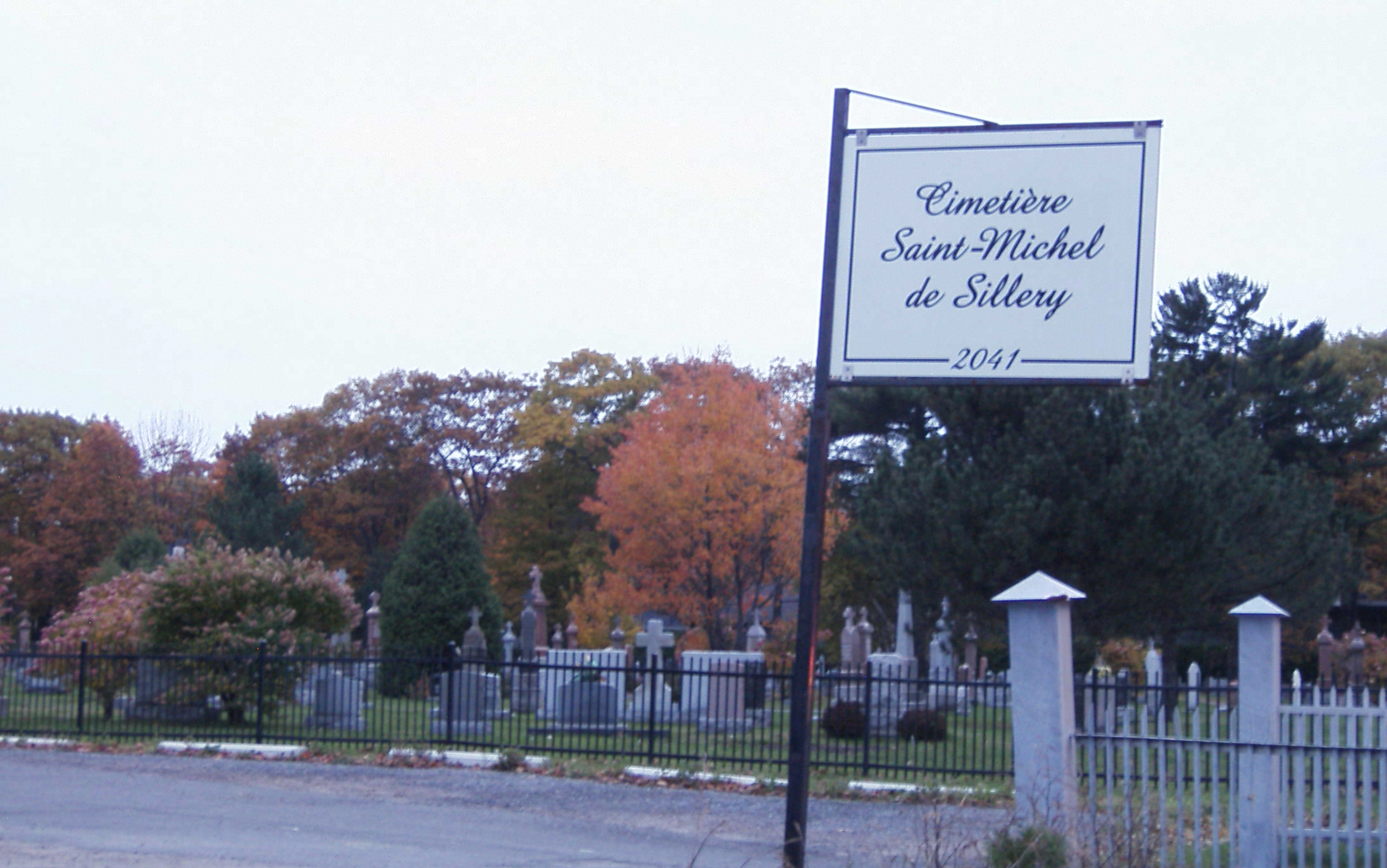
Cimetière Saint-Michel de Sillery

- Corinne Côté-Lévesque (1943-2005), enseignante, épouse de René Lévesque.
- Fernand Dumont (1927-1997), sociologue québécois.
- Adine Fafard-Drolet (1876-1963), soprano, amie de Jules Massenet et fondatrice du Conservatoire Fafard-Drolet de Québec (1911-1939).
- Charles Huot (1855-1930), peintre et illustrateur.
- René Lévesque (1922-1987), journaliste, homme d'État et ancien premier ministre du Québec de 1976 à 1985

## Voir aussi

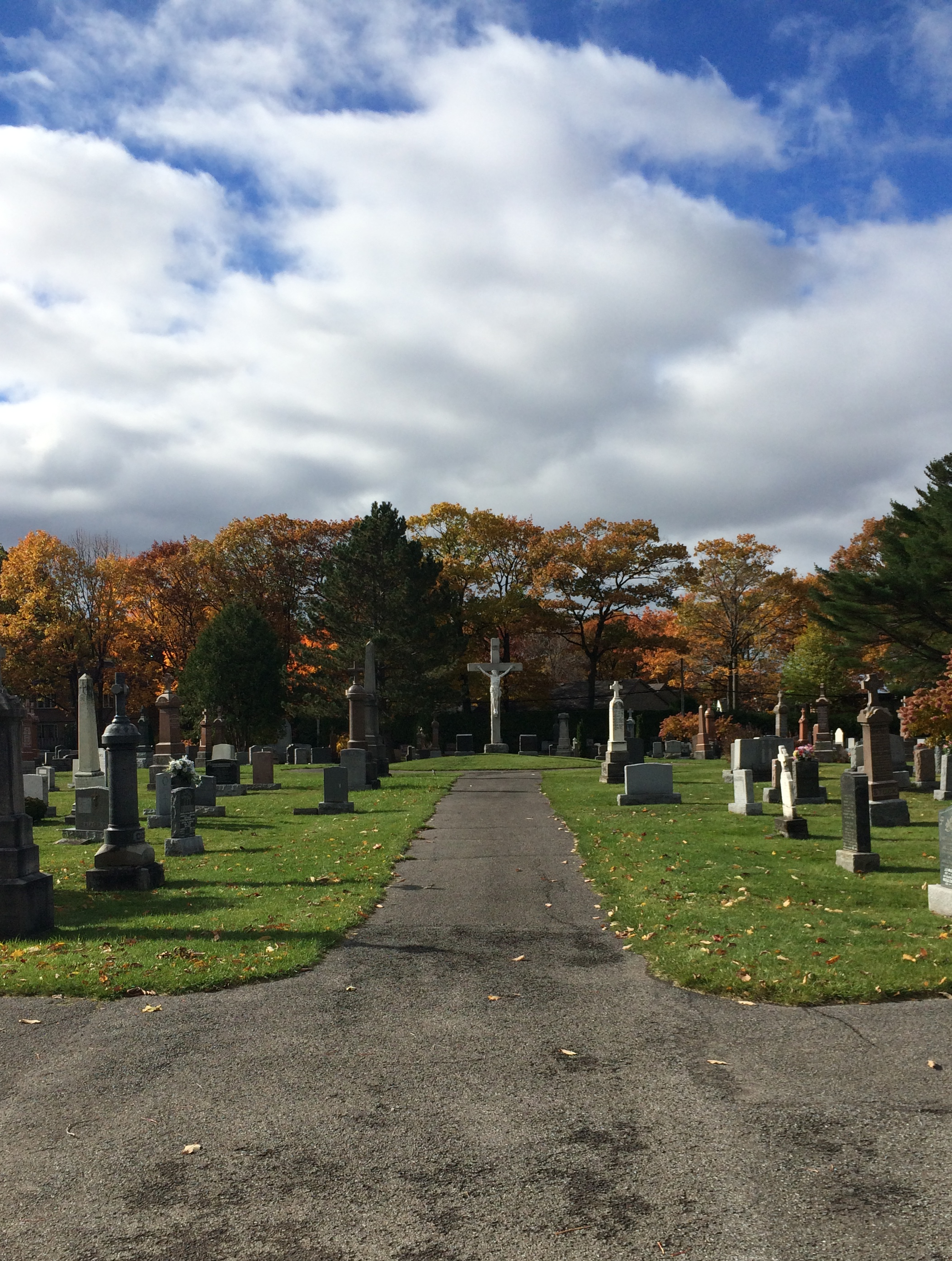
Le cimetière Saint-Michel de Sillery, 2041, boulevard René-Lévesque Ouest, Québec, Québec

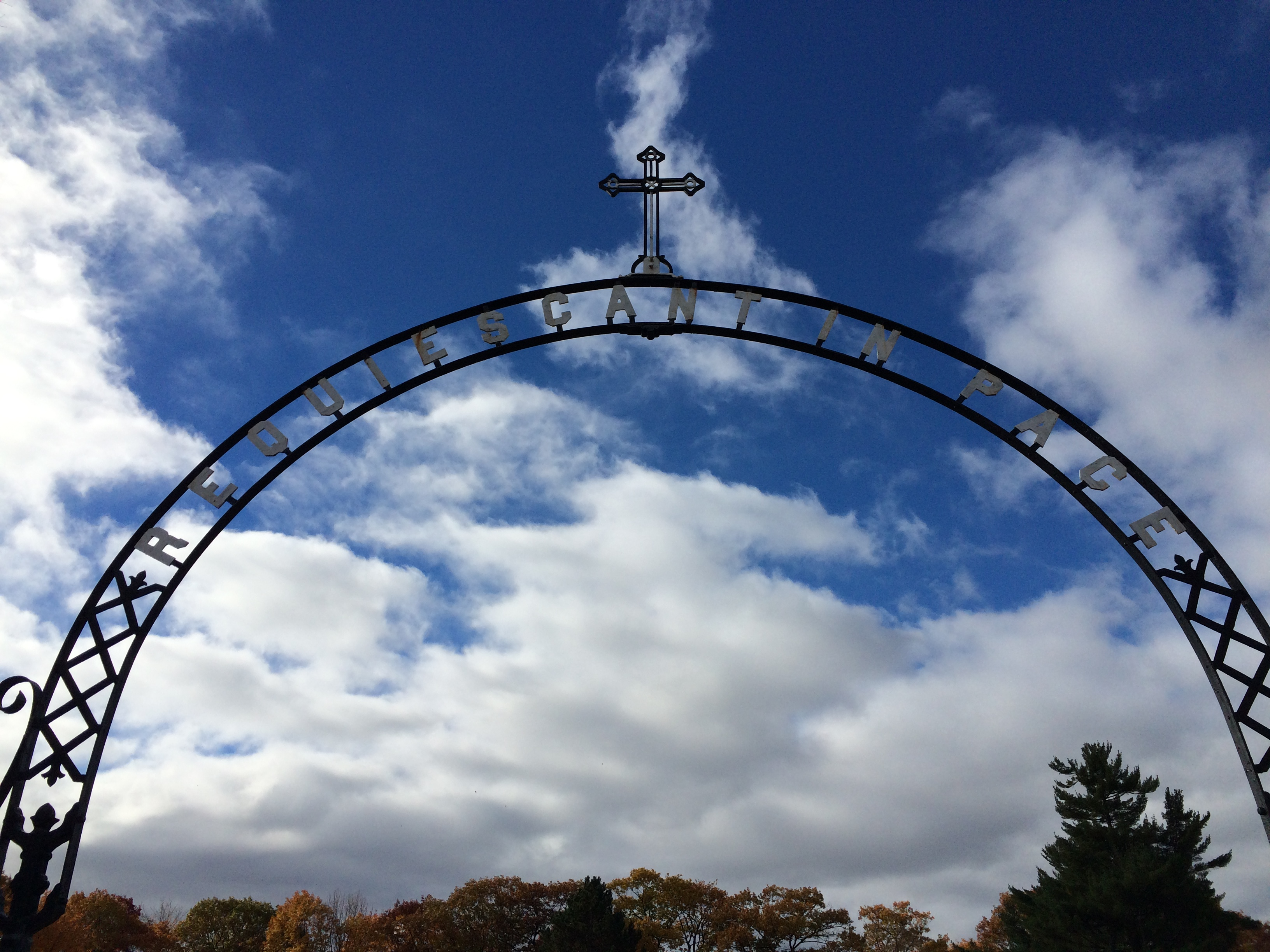
Cimetière Saint-Michel de Sillery